# Aegis (personaggio)
Aegis, il cui vero nome è Trey Jason Rollins, è un personaggio dei fumetti, creato da Jay Faerber (testi) e Steve Scott (disegni), pubblicato dalla Marvel Comics. La prima apparizione avviene in New Warriors (vol. 2) n. 0 (1999).

## Biografia del personaggio
Trey Rollins è un ragazzo di Brooklyn con la passione per la mitologia greca. La dea Atena lo ha scelto come suo campione è gli ha fatto dono della corazza detta Egisto da cui ha ricavato il suo nome di battaglia. Ha fatto parte della seconda formazione del gruppo New Warriors insieme a Namorita, Nova, Speedball, Turbo e Bolt. Si è staccato dal gruppo prima che questo diventasse protagonista del reality show durante il quale ha avuto luogo l'episodio del massacro di Stamford.

### Civil War
Durante la saga Civil War, Aegis sceglie di non rivelare la sua identità e per questo viene braccato dallo S.H.I.E.L.D.. Durante la sua fuga fa una comparsata nella serie X-Factor dove si imbatte in Jamie Madrox che usa il suo potere per aiutarlo a fuggire dagli agenti che lo inseguono. Al termine dell'episodio Aegis fugge nei tunnel della metropolitana per cercare Capitan America e unirsi al suo gruppo. Il breve discorso che Aegis fa sull'atto di registrazione, convince Madrox a dichiararsi pubblicamente contrario.

## Poteri e abilità
Aegis è un semplice essere umano che trae il suo potere dall'armatura divina "Egisto", donatagli dalla dea Atena, che lo protegge con un impenetrabile campo di forza.